# Classe Chungmugong Yi Sun-sin
La classe Chungmugong Yi Sun-sin (anciennement KDX-II) est une série de 6 destroyers de conception sud-coréenne dont le design de la coque a été acheté sous licence à l'allemand IABG. Construites dans les chantiers de Hyundai Heavy Industries, il s'agit d'unités multirôle servant en haute mer dans la Marine de la république de Corée. Le premier navire de la classe, le ROKS Chungmugong Yi Sun-sin, a été mis en service en 2003. Il a été suivi par cinq autres unités de la même classe, à raison d'un navire par an.

## Navires
- ROKS Chungmugong Yi Sun-sin (DDH-975)
- ROKS Munmu le Grand (DDH 976)
- ROKS Dae Jo-yeong (DDH-977)
- ROKS Wang Geon (DDH-978)
- ROKS Gang Gam-chan (DDH-979)
- ROKS Choe Yeong (DDH-981)

## Armement
- Missiles de croisière Hyunmoo-3C

## Galerie de photos

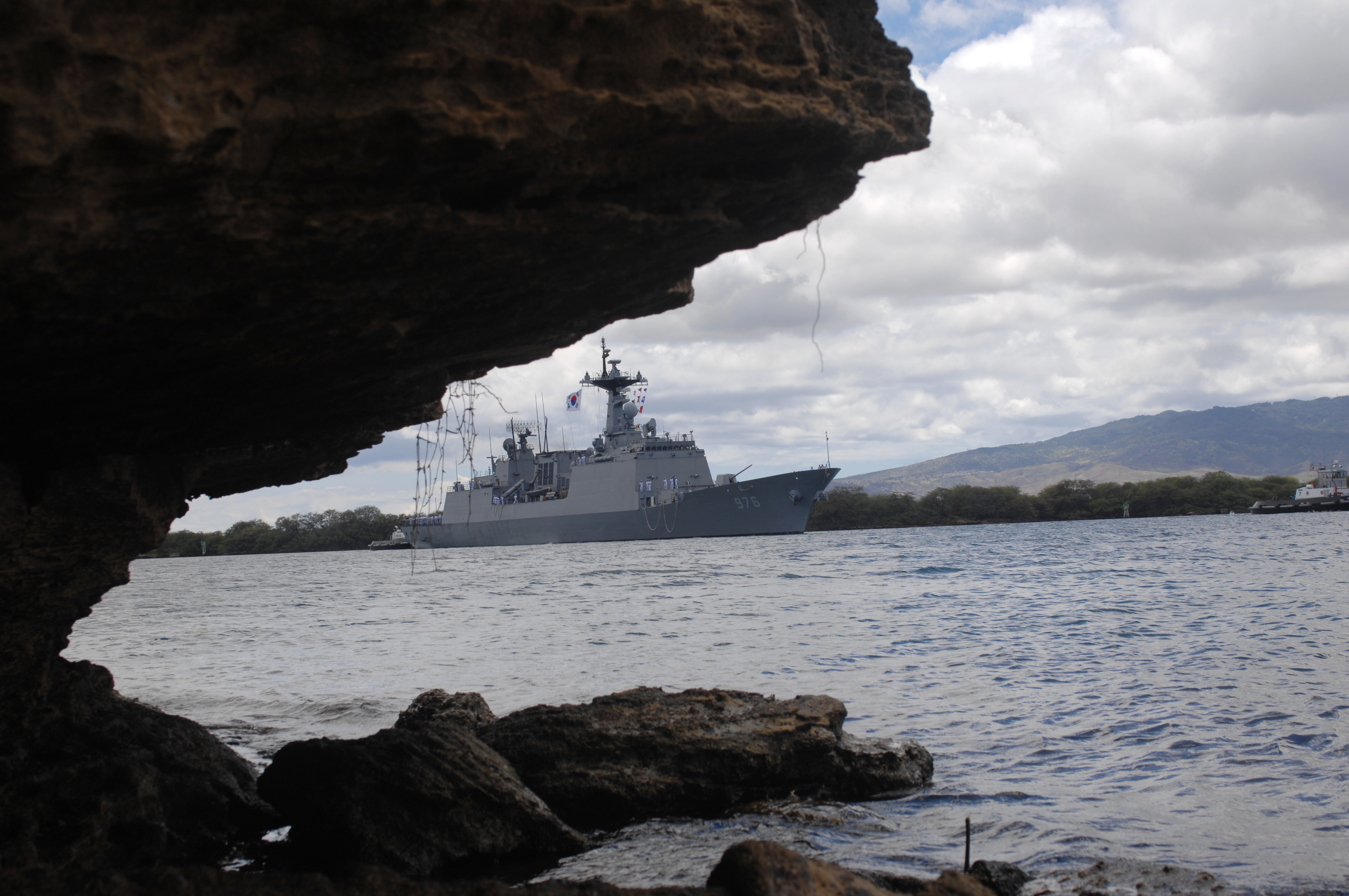
Le Munmu the Great arrive à Pearl Harbor (24 juin 2008)
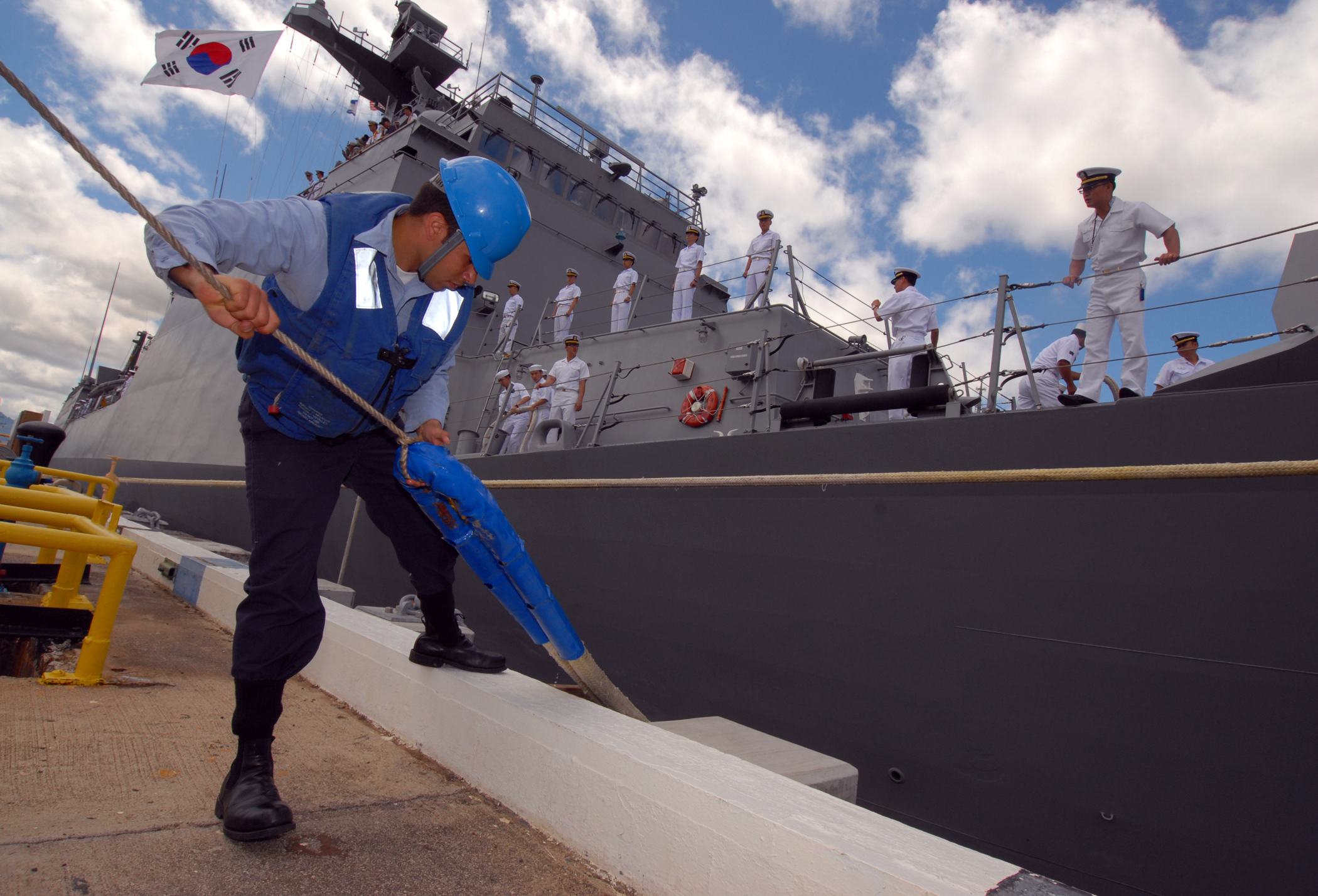
Le Munmu the Great à quai à Pearl Harbor (24 juin 2008)
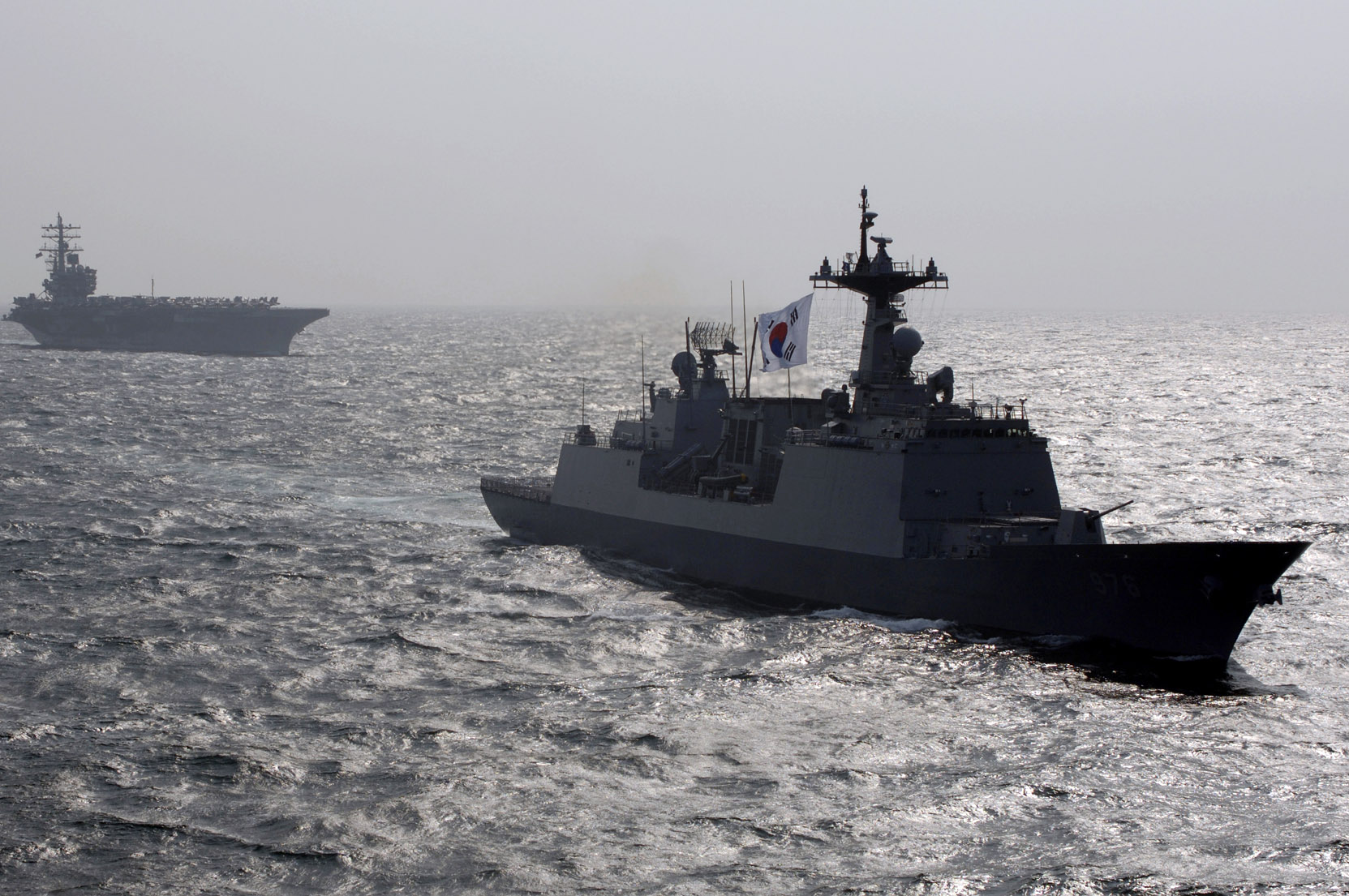
Le Munmu the Great en formation avec l'USS Ronald Reagan en mer du Japon (27 mars 2007)
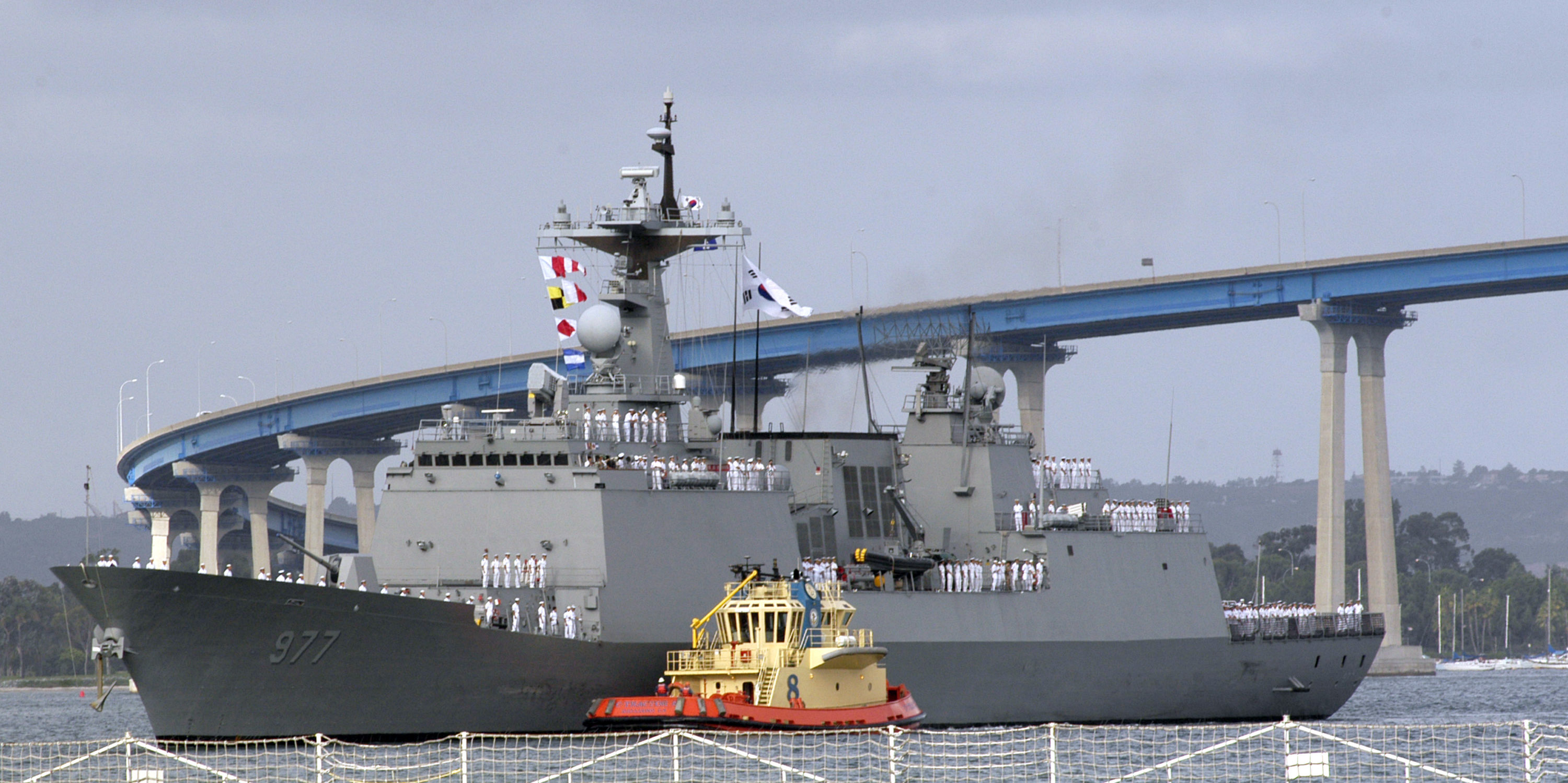
Le Daejoyeong à San Diego (17 octobre 2006)
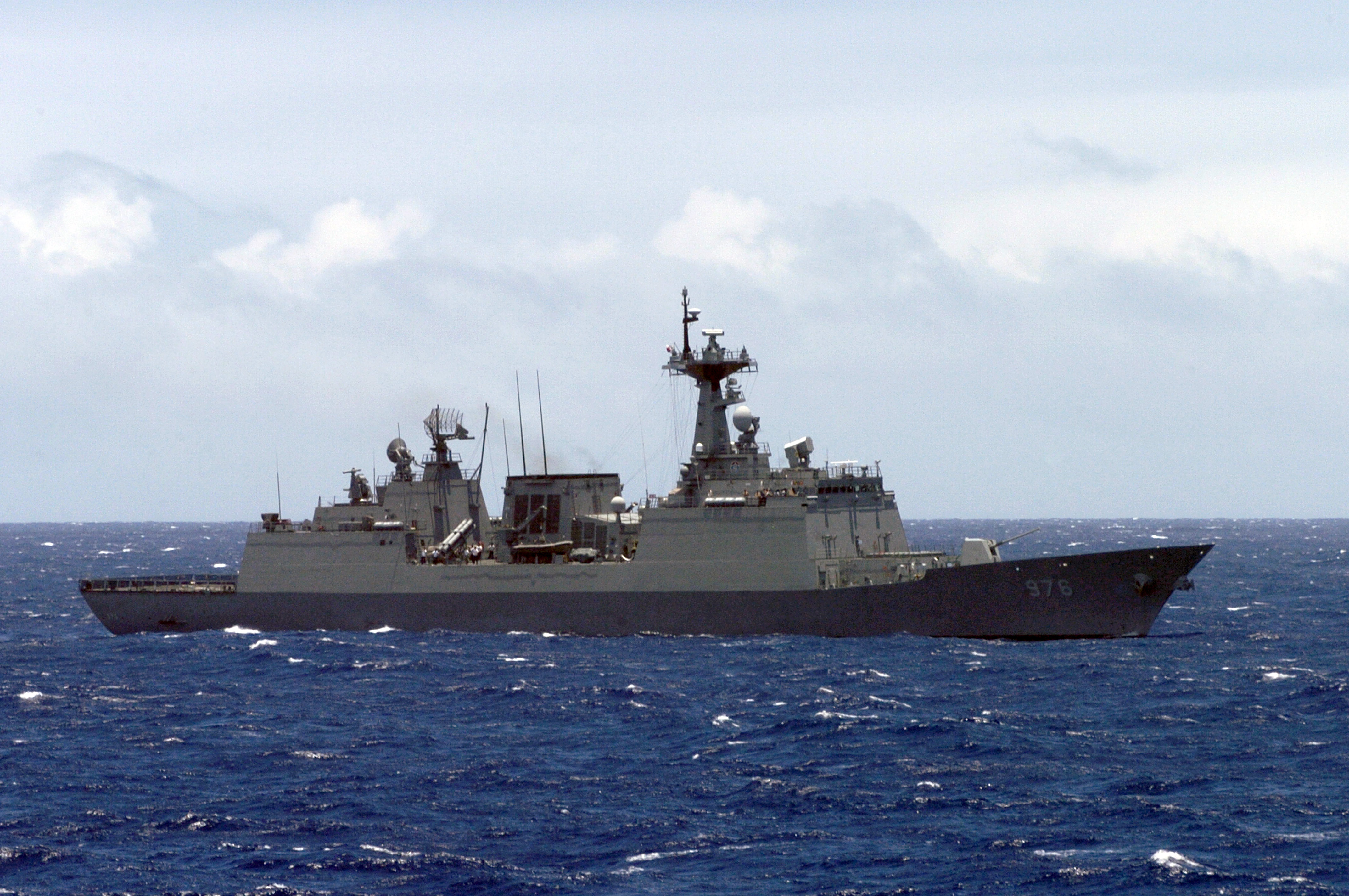
Le Munmu the Great dans le Pacifique (13 juillet 2006)
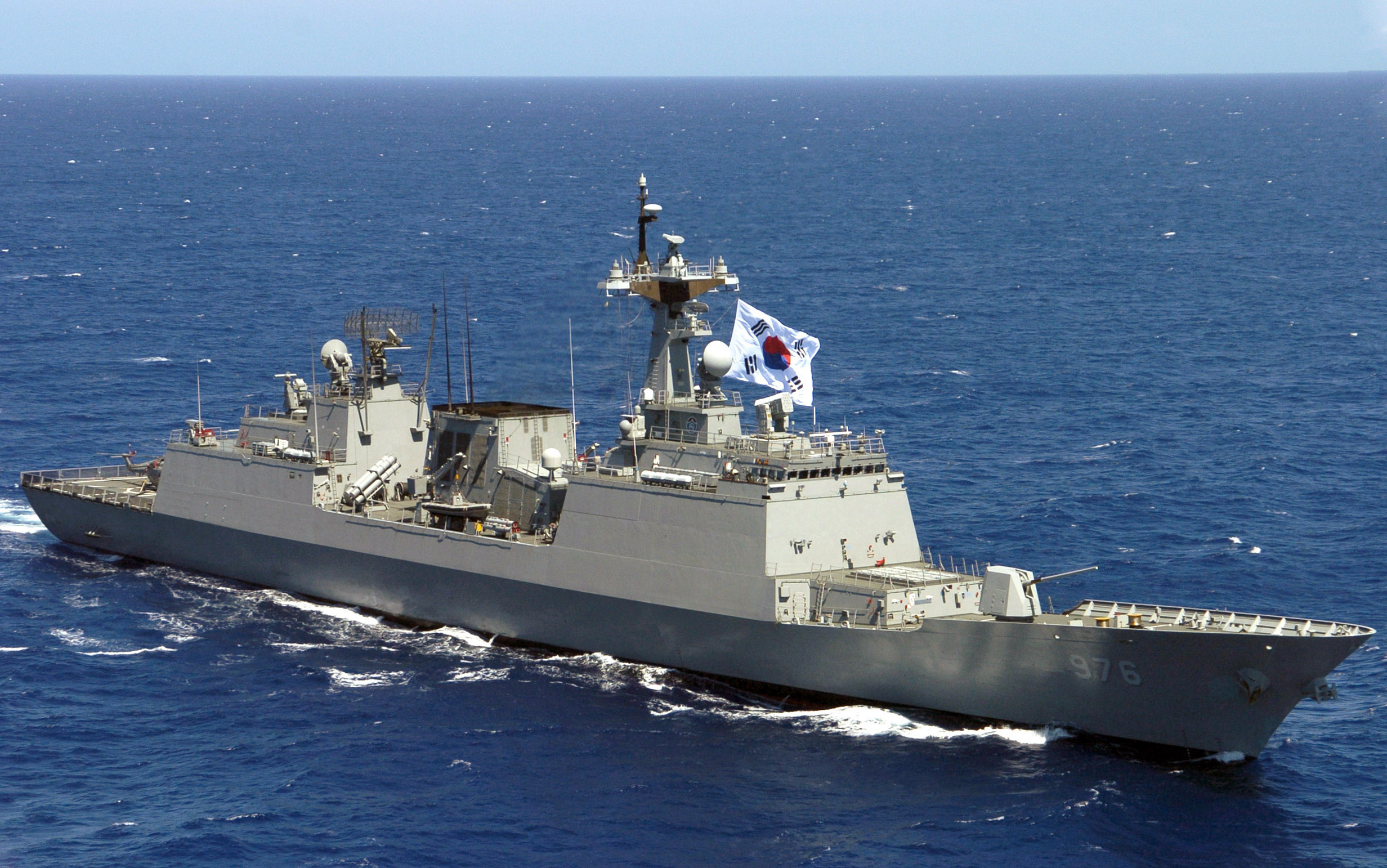
Le Munmu the Great au large d'Hawaï (25 juillet 2006)